# فهرست میراث جهانی در آرژانتین
میراث جهانی در آرژانتین تا تاریخ ۲۰۲۳ شامل دوازده اثر ثبت شده در کشور آرژانتین توسط میراث جهانی یونسکو است.
سایت‌های سازمان میراث جهانی آموزشی، علمی و فرهنگی ملل متحد، یونسکو، مکان‌هایی هستند که دارای اهمیت فرهنگی یا طبیعی هستند، همان‌طور که در پیمان‌نامه میراث جهانی یونسکو، که در سال ۱۹۷۲ تأسیس شده، شرح داده شده‌است. آرژانتین این پیمان‌نامه را در جمعه، ۲۳ اوت ۱۹۷۸ پذیرفت و از آن هنگام، مکان‌های طبیعی و فرهنگی آرژانتین واجد شرایط برای گنجانده شدن در فهرست میراث جهانی هستند.
آرژانتین در اکتبر ۱۹۸۱، اولین سایت خود، پارک ملی لس‌گلاسیرز، را در پنجمین جلسه کمیته میراث جهانی در سیدنی استرالیا، به فهرست افزود. تا تاریخ ۲۰۲۲, ۳ اثر به عنوان میراث فرهنگی ناملموس و ۱۲ سایت به عنوان میراث جهانی، شامل ۷ میراث فرهنگی و ۵ میراث طبیعی، در فهرست میراث آرژانتین ثبت شده‌اند. همچنین ۹ سایت دیگر به عنوان فهرست آزمایشی معرفی شده‌اند که هنوز یونسکو آن‌ها را حائز صلاحیت ندانسته‌است.

## سایت‌های میراث جهانی
یونسکو سایت‌ها را با ده معیار فهرست می‌کند. هر ورودی باید حداقل یکی از معیارها را داشته باشد.
| #  | نگاره                      | نام | موقعیت | سال ثبت | ش ثبتمعیارها        | شرح | م      |
| ۱  |                            | پارک ملی لس‌گلاسیارس                                                                                                | استان سانتا کروس                                                                                               | ۱۹۸۱    | ۱۴۵vii, viii        | پارک ملی لوس گِلاسیارِس منطقه ای با زیبایی‌های طبیعی استثنایی است، با کوه‌های ناهموار و سر به فلک کشیده، دریاچه‌های یخچالی متعدد، از جمله دریاچه آرژانتین که ۱۶۰ کیلومتر طول دارد. در دورترین انتهای آن، سه یخچال طبیعی به هم می‌رسند تا آبراهه‌های خود را تخلیه کنند. کوه‌های یخی عظیم ایگلو را با پاشیدن آبشار به داخل دریاچه رها می‌کنند. | [ ۶ ]  |
| ۲  | سن ایگناسو مینی            | مبلغان مسیحی در گورانی: سن ایگناسیو مینی، نوسترا سئورا د سانتا آنا، نوسترا سئورا دو لورتو و د سانتا ماریا لا مایور | استان میسیونس                                                                                                  | ۱۹۸۴    | ۲۷۵iv               | ویرانه‌های مقبره‌های سان ایگناسیو مینی، سانتا آنا، نوسترا سئورا د لورتو و سانتا ماریا لا مایور در آرژانتین و در قلب یک جنگل استوایی قرار دارند. این بقایای چشمگیر متعلق به پنج مأمور یسوعی هستند که در طول قرن‌های ۱۷ و ۱۸ میلادی، در سرزمین گوارانی‌ها دین مسیحیت را تبلیغ می‌کردند. هر کدام از این سایت‌ها با یک طرح خاص و وضعیت حفاظتی متفاوت، ثبت شده‌اند. بخشی از این مجموعه در برزیل قرار دارد. | [ ۷ ]  |
| ۳  | Iguazu Falls               | پارک ملی ایگوآزو                                                                                                   | استان میسیونس                                                                                                  | ۱۹۸۴    | ۳۰۳ vii, x          | آبشاری منحنی در میانهٔ این پارک با ارتفاع ۸۰ متر (۲۶۰ فوت) و قطر ۲٬۷۰۰ متر (۸٬۹۰۰ فوت)، روی مرز آرژانتین با برزیل واقع شده‌است. این آبشار شاخه‌های ممتد دارد و ریزشگاه آن گسترده‌است که موجب شده از دیدنی‌ترین آبشارهای جهان محسوب گردد. جنگل بارانی نیمه گرمسیری پیرامون این آبشار هم بیش از ۲۰۰۰ گونه گیاه آوندی در خود جای داده و محل زیست حیواناتی از قبیل مورچه‌خوار بزرگ، میمون جیغ‌کش، پلنگچه، جگوار و کیمن است. | [ ۸ ]  |
| ۴  | Cueva de las Manos         | غار دست‌ها، رود پینتوراس                                                                                            | استان سانتا کروس                                                                                               | ۱۹۹۹    | ۹۳۶ iii             | کوئِوا دِ لاس مأنوس یا غار دست‌ها، مجموعه‌ای استثنایی از غارنگاره‌ها است که حدود ۱۳٬۰۰۰ تا ۹٬۵۰۰ سال پیش نقاشی شده‌است. تصاویر گوناگونی بر این غارها نقش بسته‌است؛ همچون نگاره‌هایی از گواناکو که هنوز هم در محیط زیست منطقه حضور دارد و صحنه‌هایی از شکار. مشخص نیست که اجداد جوامع شکارچی-گردآورنده پاتاگونیا این تصاویر را رسم کرده‌اند یا مهاجران قرن نوزدهمی. | [ ۹ ]  |
| ۵  | South American sea lion    | شبه‌جزیره والدس | استان چوبوت | ۱۹۹۹    | ۹۳۷ x               | این شبه‌جزیره در ناحیهٔ پاتاگونیا، محلی با اهمیت از لحاظ حفاظت پستانداران دریایی است و از مهم‌ترین زیستگاه‌های نهنگ حقیقی جنوبی، فک فیلی جنوبی و شیر دریایی آمریکای جنوبی است. صید نهنگ قاتل در این منطقه رواج دارد. | [ ۱۰ ] |
| ۶  | Ischigualasto              | پارک ایالتی ایسکی‌گوآلاستو و پارک ملی تالامپایا                                                                     | - استان سان خوآن - استان لا ریوخا                                                                              | ۲۰۰۰    | ۹۶۶ viii            | این دو پارک روی هم رفته، مساحت ۲۷۵٬۳۰۰ هکتار (۲٬۷۵۳ کیلومتر مربع؛ ۶۸۰٬۰۰۰ جریب فرنگی) از بیابان‌های مرکزی آرژانتین را فرا گرفته‌اند و حاوی کامل‌ترین فسیل‌های شناخته‌شدهٔ قاره را از دورهٔ تریاس، در خود جای داده‌اند. این فسیل‌ها که متعلق به ۲۴۵–۲۰۸ میلیون سال پیش هستند، طیف گسترده‌ای از بقایای پستانداران، دایناسورها، گیاهان و مهره‌داران دیگر را نشان می‌دهند که در درک فرایند فرگشت مفید هستند. | [ ۱۱ ] |
| ۷  | Alta Gracia Estancia       | ساختمان یسوعی و مزرعه کوردوبا                                                                                      | استان کوردوبا                                                                                                  | ۲۰۰۰    | ۹۹۵ii, iv           | بلوک یسوعی یا ژِسوئیت مجموعه‌ای است که پیشتر مرکز استان یسوعی پاراگوئه بود و ساختمان‌های مذهبی منحصر به فردی در آن وجود دارد، همچون بنای دانشگاه، کلیسا، اقامتگاه جوامع یسوعی، کالج و املاک کشاورزی و مسکونی. این مجموعه در طول بیش از ۱۵۰ سال در قرن‌های ۱۷ و ۱۸ میلادی، احداث شده‌است و نشان‌دهندهٔ تجربیات مذهبی، اجتماعی و اقتصادی خاص این ناحیه هستند. | [ ۱۲ ] |
| ۸  | Cerro de los Siete Colores | شیاره هوماهواکا | استان خوخوی | ۲۰۰۳    | ۱۱۱۶ii, iv, v       | شیارهٔ هوماهواکا بخشی از سیستم جاده‌ای اینکا و یک مسیر فرهنگی در امتداد جاده‌های ریو گرانده است که از فلات‌های سرد بیابانی سرزمین آند آغاز شده و پس از عبور مسیری به طولای ۱۵۰ کیلومتر (۹۳ مایل) به سمت جنوب، به ریولئون می‌رسید. این دره شواهد قابل توجهی از استفاده به عنوان یک مسیر تجاری اصلی را در ۱۰۰۰۰ سال گذشته را نشان می‌دهد. آثاری در این مسیر هست که از جوامع شکارچی-گردآورنده ماقبل تاریخی، امپراتوری اینکا (در قرن پانزده و شانزدهم) و عصر استقلال (قرن نوزده و بیستم) باقی مانده‌اند.                             | [ ۱۳ ] |
| ۹  |                            | کهاپاگ نیان: سیستم راه‌های آند                                                                                      | - استان کاتامارکا - استان خوخوی - استان لا ریوخا - استان مندوسا - استان سالتا - استان سان خوآن - استان توکومان | ۲۰۱۴    | ۱۴۵۹ii, iii, iv, vi | این جاده یک شبکه گسترده ارتباطی، تجاری و دفاعی است که ۳۰٬۰۰۰ کیلومتر (۱۹٬۰۰۰ مایل) را پوشش می‌دهد. جاده توسط اینکاها طی چندین قرن ساخته شد و تا حدی بر اساس زیرساخت‌های عصر پیش از اینکاها بود. جادهٔ مذکور مناطق قله‌های پوشیده از برف آند در ارتفاع بیش از ۶۰۰۰ متری را به ساحل اقیانوس آرام متصل می‌کردند و از میان جنگل‌های بارانی داغ، دره‌های حاصلخیز و بیابان‌های بی آب و علف عبور می‌کردند. در قرن ۱۵ جاده به حداکثر گسترش خود رسید؛ زمانی که در طول و عرض رشته کوه‌های آند گسترش یافت. این مجموعه شامل ۲۷۳ سایت جزئی است.  | [ ۱۴ ] |
| ۱۰ |                            | خانه کروتچت اثر معماری لوکوربوزیه                                                                                  | استان بوئنوس آیرس                                                                                              | ۲۰۱۶    | ۱۳۲۱i, ii, vi       | مجموعه‌ای از آثار لو کوربوزیه، شامل ۱۷ که در هفت کشور پراکنده شده‌اند، به صورت یک اثر فرا ملی ثبت شده‌است. این مجموعه گواهی بر اختراع یک زبان معماری جدید است که باعث گسست معماری نوین از گذشته شده‌است. این آثار در یک دوره زمانی ساخته شده‌اند. آثار این مجموعه منعکس‌کنندهٔ راه‌حل‌هایی است که جنبش مدرن در طول قرن بیستم برای فائق آمدن بر چالش‌ها و تکنیک‌های جدید معماری، برای پاسخگویی به نیازهای جامعه، یافت. خانه کروتچت در بوئنوس آیرس یکی از این ساختمان‌هاست.                                                             | [ ۱۵ ] |
| ۱۱ | Futalaufquen Lake          | پارک ملی لوس آلرسز                                                                                                 | استان چوبوت | ۲۰۱۷    | ۱۵۲۶ vii, x         | پارک ملی لوس آلِرسِز در آند، در شمال پاتاگونیا، واقع شده‌است و دارای یک مرز غربی با کشور شیلی است. یخبندان‌های متوالی چشم‌انداز منطقه را شکل داده‌اند و ویژگی‌های دیدنی مانند مورن‌ها، یخچال‌ها و دریاچه‌های شفاف را ایجاد کرده‌اند. پوشش گیاهی پارک همچون جنگل‌های انبوه معتدل است که تدریجاً که به سوی آند نزدیک می‌شود، همچون مراتع آلپ می‌شود. این ویژگی برای محافظت از برخی از آخرین بخش‌های جنگل پیوسته پاتاگونیا در یک حالت تقریباً بکر حیاتی مانده‌است و زیستگاه تعدادی از گونه‌های گیاهی و جانوری بومی و حیوانات در معرض تهدید است. | [ ۱۶ ] |
| ۱۲ | ESMA Site Museum           | موزه سایت ای‌اس‌ام‌آ                                                                                                  | بوئنوس آیرس | ۲۰۲۳    | ۱۶۸۱vi              | ساختمان فعلی سایت موزه ESMA، با مساحت ۵٬۳۹۰ متر مربع (۵۸٬۰۰۰ فوت مربع) و در ملکی به مساحت ۱۶ هکتار (۴۰ جریب فرنگی) واقع شده‌است. دانشکده مکانیک افسران نیروی دریایی (ESMA) در سال ۱۹۴۶ افتتاح شد. در دوران جنگ کثیف، بین سال‌های ۱۹۷۶ و ۱۹۸۳، ساختمان ESMA بخش مهمی از طرح سرکوبگرانه برای بازداشت، شکنجه و قتل مخفیانه مخالفان دیکتاتوری بود. نیروی دریایی بیش از ۵۰۰۰ مرد و زن را ربود و در این ساختمان شکنجه و ناپدید کرد. حال موزه‌ای در این بنا احداث شده‌است که یادمان دورهٔ تروریسم دولتی و جنایت‌های آن دوران است.      | [ ۱۷ ] |

## موقعیت جغرافیایی
میراث‌های فرهنگی
 میراث‌های طبیعی

## فهرست آزمایشی
علاوه بر مکان‌هایی که در فهرست میراث جهانی ثبت شده‌اند، کشورهای عضو می‌توانند فهرستی از مکان‌های آزمایشی را که ممکن است برای نامزدی در نظر گرفته شوند، ارائه کنند. نامزدهای فهرست میراث جهانی تنها در صورتی پذیرفته می‌شوند که سایت قبلاً در فهرست آزمایشی ثبت شده باشد.
تا تاریخ ۲۰۲۲ آرژانتین ۱۰ اثر را در فهرست آزمایشی خود دارد.
| # | نگاره                                 | نام                                                                        | موقعیت                                          | سال ثبت | شماره ثبتمعیار           | شرح | م      |
| ۱ | View of the Quebrada de Cafayate      | دره‌های کالچاکی                                                             | - استان کاتامارکا - استان سالتا - استان توکومان | ۲۰۰۱    | ۱۵۸۲ ii, iii, iv, v, vi  | دره کالچاکی یک نوارهٔ باریک شمال به جنوب، به طول ۲۵۰ کیلومتر (۱۶۰ مایل) و در امتداد رودخانه کالچاکی است. این منطقه ۱۲۰۰۰ سال قدمت دارد و محل سکونت انسان‌های شکارچی-گردآورنده تا تمدن‌های استعماری بوده‌است. | [ ۲۰ ] |
| ۲ | View of the desertic sierras          | پارک ملی سیرا د لاس کیخاداس                                                | استان سان لوئیس                                 | ۲۰۰۵    | ۲۰۲۱ vii, viii, ix       | این پارک ملی پناهگاه مهمی برای گیاهان و جانوران در بخش غرب‌میانهٔ آرژانتین است که اقلیمی بوم‌مرز دارد. رسوب‌های زمین‌شناسی آن برای مطالعه دقیق اطلاعات ژئوتاریخی و دیرینه‌زیستی دوران مزوزوئیک در آرژانتین مفید است زیرا بیش از ۱۲۰ میلیون سال قدمت دارد. | [ ۲۱ ] |
| ۳ | View of Payunia Volcano               | لا پایونیا، نواحی آتشفشانی یانکانلو و پایون ماترو                          | استان مندوسا                                    | ۲۰۱۱    | ۵۶۱۵ vii, viii           | سایت پیشنهادی شامل دو منطقه حفاظت شده‌است: ذخیره‌گاه استانی دریاچه یانکانلو و پایون ماترو. این دو ناحیه دارای وسعت زیادی بوده و چشم‌انداز آتشفشانی زیبایی دارند. یانکانلو در سال ۱۹۹۶ به عنوان سایت رامسر اعلام شد. این یکی از معدود مناطق در کشور است که دارای یک برنامه مدیریت مشارکتی است که به‌طور مشترک با ساکنان توسعه یافته‌است. | [ ۲۲ ] |
| ۴ | View of Monte Hermoso near Punta Alta | مجموعه زمین‌شناسی، دیرینه‌شناسی و باستان‌شناسی ذخیره‌گاه پهوئن کو-مونته هرموسو | استان بوئنوس آیرس                               | ۲۰۱۴    | ۵۸۵۱iii, v, vi, viii, ix | این مکان مرتبط با پیشروی آب اقیانوس‌ها در دوران هولوسن است که از نظر زمین‌شناسی، دیرینه‌شناسی و باستان‌شناسی از ویژگی‌های استثنایی برخوردار می‌باشد. رسوبات موجود در این سایت بخشی از وقایع ۵ میلیون سال گذشته را روشن می‌سازند. سنگ‌ها مناظر بسیار متفاوتی را تداعی می‌کنند که در طول زمان شکل گرفته‌اند و گونه‌هایی که قبل و بعد از جابه‌جایی بزرگ جانوری در قاره آمریکا در این سرزمین زندگی می‌کردند، در اینجا مشخص هستند. | [ ۲۳ ] |
| ۵ | مدرسه مویسز ویل                       | مویسز ویل                                                                  | استان سانتا فه                                  | ۲۰۱۵    | ۶۰۶۶ ii, iii, vi         | نخستین سکونت‌گاه یهودیان که در سال ۱۸۸۹، در آرژانتین ایجاد شد و اهالی نخستین آن بومیان پودولیا و اوکراین امروزی بودند. در نیمه اول قرن بیستم، مویسز ویل در سطح بین‌المللی، به مهم‌ترین روستای یهودی در آرژانتین و مرکز فرهنگ یهودیان شناخته شد. این روستا به به کنیسه‌ها، تئاتر، مدارس و آکادمی عبری، کتابخانه‌ها، نشریات به دو زبان ییدیش و اسپانیایی، معروف گردید. از دهه ۱۹۵۰ به بعد، بسیاری از نوادگان مهاجران اولیه شروع به ترک محل کردند تا به دنبال امکانات تحصیلی عالی باشند. در حال حاضر جمعیت یهودیان روستا حدود ۱۰ درصد از کل جمعیت آن را تشکیل می‌دهند؛ اما شواهد فرهنگ یهودی به دو شکل محسوس و ناملموس موجود و زنده است. | [ ۲۴ ] |
| ۶ | کلاب قایقرانی مارینا                  | شهر تیگره و باشگاه قایق‌رانی آن                                             | استان بوئنوس آیرس                               | ۲۰۱۷    | ۶۲۸۸ ii, iii             | منطقه شهری تیگره در کنار رود رکونکوئیستا و لوژان جایی است که در اواخر قرن نوزدهم و اوایل قرن بیستم، با تأسیس باشگاه‌های قایق‌رانی توسط جوامع مهاجر، توسعه یافت و تدریجاً شهری گردشگری در کنار رودهای پرآب ناحیه ساخته شد. ساختمان‌های باشگاه، خدمات گردشگری و ویلاهای تیگره از معماری‌هایی با هنر آکادمیک تا هنر مدرن برخوردارند و تأثیر فرهنگ‌های مختلف اروپایی بر آن‌ها مشاهده می‌شود. | [ ۲۵ ] |
| ۷ | Cueva de las Manos                    | غار دست‌ها و سایت‌های مرتبط حوضه رود پینتوراس                                | استان سانتا کروس                                | ۲۰۱۸    | ۶۲۹۷ iii                 | غار دست‌ها دیوارنگاره‌هایی است که صحنه‌های شکار را بین ۹۴۰۰ تا ۶۴۰۰ سال پیش، نشان می‌دهد. شکارچیانی که از ۱۲۰۰۰ سال قبل از میلاد مسیح شروع به سکونت در پاتاگونیا کردند، این تصاویر را ترسیم کردند و هنوز غارنگاره‌ها کیفیت خوب خود را حفظ کرده‌اند. | [ ۲۶ ] |
| ۸ | Roque Sáenz Peña Avenue               | بوئنوس آیرس و لا پلاتا                                                     | بوئنوس آیرس · استان بوئنوس آیرس                 | ۲۰۱۸    | ۶۲۹۶ ii, iv              | این دو شهر بیشترین حد کثرت‌گرایی و ادغام فرهنگی جهان را در اواخر قرن نوزدهم و اوایل قرن بیستم به خود دیدند. تبادل فرهنگی در زمینه‌های معماری، مهندسی، شهرسازی، محوطه‌سازی یا هنرهای تزئینی رخ داد و شامل ترکیب‌های بی‌شمار سبک‌شناختی، فناوری، فرهنگی و هنری بود، که در راس آن، تعریف شدن مفاهیم آزادی سیاسی، اجتماعی و اقتصادی توسط نظام حقوقی دولتی و ایجاد جامعه‌ای از مهاجران چندفرهنگی بود. | [ ۲۷ ] |
| ۹ | Uspallata pass                        | جاده‌های سن مارتین                                                          | استان سان خوآن · استان مندوسا · استان لا ریوخا  | ۲۰۱۹    | ۶۳۸۴vi, vii, viii, ix, x | این مسیر شامل شش گذر در کوه‌های آند است که ارتش آند (با ۵۴۲۳ مرد، ۹۲۸۰ قاطر، ۱۵۰۰ اسب و ۱۸ توپ جنگی) به رهبری خوزه سن مارتین در سال ۱۸۱۷ میلادی، از آن عبور کرد تا به شیلی برسد و با نیروهای وفادار به امپراتوری اسپانیا بجنگد. یک اردوگاه نیز وجود دارد که ارتش آند پیش از اردوکشی، در آن تمرین‌های نظامی خود را انجام می‌داد. | [ ۲۸ ] |